# ادوارد اس. برگ
ادوارد استیوسنت برگ (Edward Stuyvesant Bragg) (زادهٔ ۲۰ فوریه۱۸۲۷ - درگذشتهٔ ۲۰ ژوئن ۱۹۱۲)، سیاستمدار، حقوق‌دان، سرباز و دیپلمات آمریکایی بود. وی افسر ورزیدهٔ ارتش اتحادیه در جنگ داخلی آمریکا بود و چهار دوره به نمایندگی از ایالت ویسکانسین در مجلس نمایندگان ایالات متحده خدمت کرد. بعد در دوران ریاست جمهوری گروور کلیوند، سفیر ایالات متحده در مکزیک و در زمان حکومت تئودور روزولت، سرکنسول جمهوری کوبا و هنگ کنگ بریتانیا بود.

## اوایل زندگی و حرفه
برگ پسر مارگارت (کول) و جوئل بی. برگ در شهر یونادیلا ایالت نیویورک تولد شد. برگ در کودکی در مدرسهٔ ناحیه‌ای رفت. بعداً به آکادمی ملی و کالج ژنو (کالج هوربارت امروزی) واقع ژنو ایالت نیویورک پذیرفته شد و در آن کالج یکی از اعضای مؤسس انجمن کاپا آلفا بود. در سال ۱۸۴۷ قبل از فراغت کالج را ترک نمود و در دفاتر کاری قاضی چارلز سی. نوبل به آموزش حقوق پرداخت. در سال ۱۸۴۸ در کانون وکلای ایالتی نیویورک پذیرفته شد و الی سال ۱۸۵۰ به عنوان شریک تازه‌کار قاضی، قاضی نوبل کار نمود.
در سال ۱۸۵۰ در یک سفر اکتشافی به غرب در ویسکانسین سفر نمود و قصد داشت در نزدیکی گرین‌بی سکونت گزیند. در جادهٔ بین شیکاگو و گرین‌بی، نام یکی از هم‌کلاسی‌های خود را بر روی یک تابلو در فوند دو لک ویسکانسین شناسایی کرد و تصمیم گرفت در آنجا مستقر شود.
برگ به زودی در فوند دو لک به شهرت رسید و خود را وابسته به حزب دموکرات می‌دانست. در سال ۱۸۵۳ دادستان ناحیه‌ای فوند دو لک انتخاب شد و در کنوانسیون ملی ۱۸۶۰ دموکرات‌ها در چارلستون ایالت کارولینای جنوبی (که استیون ای. داگلاس و هرشل وی. جانسون را برای رئیس‌جمهوری و معاون رئیس‌جمهوری ایالات متحده نامزد ساخت)، نماینده بود.

## خدمت در جنگ داخلی
حین وصول خبر حمله بر فورت سامتر، برگ مشغول کار بر یک پرونده در اوشکوش ویسکانسین بود و در آنجا وکیل مدافعی خانمی بود که به قتل متهم شده بود. برگ تعطیل موقتی درخواست نمود و فوراً به فوند دو لک برگشت. در آن شب در یک گردهمایی در شهر سخنرانی نمود و یک گروه یک‌پارچهٔ داوطلبان «سه‌ماهه» ایجاد شد. هنگامی‌که برگ مصروف تنظیم امور شخصی خود شد، فراخوان دور دیگر داوطلبان برای نام‌نویسی برای خدمت سه ساله، برایش رسید. برگ گروه دیگری را جلب و جذب نمود و کاپیتان آن‌ها برگزیده شد. این گروه «تفنگ‌های برگ» نامیده شد و تبدیل به گروه E هنگ پیاده‌نظام داوطلب ششم ویسکانسین شد.
هنگ ششم ویسکانسین در کمپ راندال واقع مدیسون ایالت ویسکانسین تشکیل شد و در ۱۶ ژوئیه سال ۱۸۶۱ و تحت فرماندهی سرهنگ لیساندرکاتلر به خدمت احضار شدند.: 443  آن‌ها دستور داده شدند که به‌منظور اجری وظیفه در جبههٔ شرقی جنگ، رهسپار واشینگتن دی. سی شوند. در حین استقرار در واشینگتن در تیپ سرلشکر روفس کینگ تنظیم شدند. به زدوی هنگ‌های دوم ویسکانسین، هفتم ویسکانسین و نوزدهم اندیانا به آن‌ها یکجا و به تیپ آهنین ارتش پوتوماک معروف شد.: 444  از این زمان الی اخیر جنگ، برگ تقریباً در تمامی نبردهای تیپ آهنین شرکت نمود.

### واشینگتن (پائیز ۱۸۶۱ - بهار ۱۸۶۲)
هنگ ششم ویسکانسین، پائیز سال ۱۸۶۱ و بهار ۱۸۶۲ را در مأموریت پاسداری در نزدیکی واشینگتن به ساخت و ساز استحکامات و حفاری برای آماده شدن به نبرد، سپری نمودند.: 444  در جریان این مدت در ۱۷ سپتامبر سال ۱۸۶۱ برگ به درجه سرگردی و بعداً در ۲۱ ژوئن سال ۱۸۶۲ پس از گماشته شدن سرهنگ دوم بینجامین سویت به‌عنوان سرهنگ، هنگ پیاده‌نظام دواطلبانه بیست و یکم ویسکانسین، به درجه سرهنگی دوم ارتقا یافت.

### ویرجینیای شمالی (تابستان ۱۸۶۲)
در آوریل سال ۱۸۶۲ تیپ آهنین رهسپار جنوب شد و در فالموث ایالت ویرجینیا در رود خانهٔ راپاهانوک در آن‌سوی شهر فردریکسبرگ ایالت ویرجینیا اردو زد و در اکثریت عملیات نظامی شبه‌جزیره در آنجا بود.: 40  در ماه ژوئن به‌منظور تقویت سرلشکر جورج بی. مک‌کلن، در حالت آماده باش قرار گرفتند اما درنهایت در عملیات شرکت ننمودند.: 445 
در ماه ژوئیه پس از جانشینی سرلشکر جان پوپ به‌عوض مک‌کلن در فرماندهی سرتاسری ارتش اتحادیه، تیپ آهنین به هدف شرکت در حملات علیه زیرساخت‌ها و تدارکات کنفدراسیون در جنوب راپاهانوک، مأموریت داده شد.: 52  قابل توجه ترینشان حمله بر فردریک هال در هفتهٔ اول ماه اوت به هدف قطع خط آهن مرکزی ویرجینیا صورت گرفته بود. بخشی از هنگ ششم ویسکانسین شامل سرهنگ دوم برگ از تیپ جدا ساخته شده و در یک سوق سریع به رودخانهٔ آنا شمالی اعزام شد که در آنجا متوجه شدند که نیروی بزرگ کنفدارسیون در جناح مقابل آن‌ها قرار دارد. شورای افسران به هدف بحث در مورد این که آیا به‌علت خطر قطع شدن و تسلیمی، عملیات خود را توقف نمایند یا خیر، فراخوانده شد. برگ همراه با سرگرد روفوس داوز و سرهنگ دوم هیو جادسون کیلپاتریک، مصمم به ادامه جنگ بودند.: 54  در نهایت این مأموریت به موفقیت انجامید، زیرا دو مایل خط آهن مرکزی ویرجینیا منهدم شد و مهاجمین اتحادیه به‌طور مصئون به فالموث برگشتند.: 55 

### نبرد دوم بول ران (اوت ۱۸۶۲)
تیپ آهنین دو روز پس از نبرد در آنجا به کوه سیدار در ایالت ویرجینیا رسید.: 445  آن‌ها در دفن کشته‌شدگان شرکت نمودند و تحت رهبری سرهنگ برگ در ارتباط به اولین نبرد ایستگاه راپاهانوک در امتداد خط دفاعی جدید در رودخانهٔ راپاهانوک، با هم به درگیری پرداختند.: 446 : 57 
پس از مانور با موفقیت استون‌وال جکسن در اطراف جناح ارتش اتحادیه، تیپ آهنین دستور داد شد که به‌منظور محاصره سپاه جکسن، به سنترویل ویرجینیا برگردد. در شام ۲۸ اوت، تیپ آهنین حینی‌که همراه با سه تیپ دیگر به سمت شمال‌شرقی بر جادهٔ وارنتون در حرکت بود، در نزدیکی گینس‌ویل در ایالت ویرجینیا با سپاه جکسن مقابل شد.: 446  سرلشکر اروین مک‌داول که لشکر اتحادیه را فرماندهی می‌کرد، متقاعد شده بود که کنفدراسیون‌ها از یک نیروی ناچیز نمایندگی می‌نمایند و به تیپ‌ها دستور پیشروی به سمت سنترویل را داد. با این وجود، زمانی‌که نیروهای کنفدراسیون شروع به فایر توپ کردند، سرلشکر جان گیبون به تیپ آهنین دستور داد تا با دشمن درگیر شده و به تصرف توپ‌خانه مبادرت ورزند. زمانی‌که تیپ آهنین با حمله ترکیبی پنج تیپ سپاه استون‌وال جکسن مواجه شد، نبرد شدیدی درگرفت. سرهنگ کاتلر در جریان نبرد شدیداً مجروح شد.: 62  سرهنگ دوم برگ فرماندهی ویسکانسین ششم را به‌عهده گرفت و در بیش از دو سال آینده در فرماندهی باقی‌ماند. برگ و ویسکانسین ششم انتهای سمت راست خط را در برابر تیپ‌های ایساک آر. تریمبل و الکساندر لاوتن حفظ نمودند.: 66 